# Hisako Matsubara
Hisako Matsubara (jap. 松原 久子 Matsubara Hisako; * 21. Mai 1935 in Kyōto) ist eine japanische Schriftstellerin, die vorwiegend in deutscher Sprache schreibt.

## Leben
Matsubara ist die Tochter eines Shintō-Priesters. Nach der Reifeprüfung, die sie in Kyōto ablegte, studierte sie an der International Christian University in Tokio und erhielt dort den Grad eines Bachelor of Arts. Sie setzte ihr Studium an der Pennsylvania State University fort, wo sie den Master of Arts erlangte. Weitere Stationen ihres Studiums waren Zürich, Marburg und Göttingen; 1970 wurde sie an der Ruhr-Universität Bochum zum Doktor der Philosophie promoviert.
Nachdem sie Ende der 1950er Jahre in den Vereinigten Staaten als Lektorin gearbeitet hatte, ließ sie sich 1969 in Deutschland nieder und begann, angeregt durch die Beschäftigung mit Heinrich Heine, ihre Werke in deutscher Sprache zu verfassen. Sie arbeitete als Journalistin und wurde zuerst bekannt durch Essays über Deutschland und die Deutschen in der Wochenzeitung Die Zeit sowie Dokumentarfilme für ARD und ZDF. Große Verkaufserfolge erzielte sie mit ihren seit den 1970er Jahren erschienenen Romanen über Themen aus der japanischen Geschichte. Ab Mitte der 1980er Jahre war Hisako Matsubara wissenschaftlich tätig am Hoover Institute and Library on War, Revolution and Peace der Stanford University. Seit 1987 lebt sie mit ihrer Familie in Los Altos im US-Bundesstaat Kalifornien.
Matsubara ist seit 1971 Mitglied des PEN-Zentrums Deutschland und seit 1985 des amerikanischen Art Directors Club. Für ihr Werk erhielt sie u. a. 1985 den New York Critics Award; 1987 war sie Writer in residence am East West Center in Manoa auf Hawaii.
Matsubara ist mit dem deutschen Geophysiker Friedemann Freund verheiratet. Ihr gemeinsamer Sohn, der Physiker Minoru Freund (geboren 1962), verstarb 2012 an einem Hirntumor (Glioblastom). Die Holzschnitt-Künstlerin Naoko Matsubara ist ihre Schwester.

## Werke

### Bücher
- The tale of the shining princess, Tokyo 1966
- Blick aus Mandelaugen, München 1968
- Diesseitigkeit und Transzendenz im Taketori-Monogatari, Doktorarbeit Bochum 1970
- Kleine Weltausstellung, München 1970
- Brokatrausch, Hamburg 1978
- Glückspforte, Hamburg 1980
- Abendkranich, Hamburg 1981
- Weg zu Japan, Hamburg 1983
- Brückenbogen, München [u. a.] 1986
- Wakon no jidai, Mikasa Shobo 1987, ISBN 978-4-8379-1344-3
- Nihon no chie Yoroppa no chie, Mikasa Shobo 1987, ISBN 978-4-8379-1266-8
- Raumschiff Japan, München [u. a.] 1989
- Karpfentanz, München 1994
- Himmelszeichen, München 1998
- Kotoageseyo Nihon, President Sha 2000, ISBN 4-8334-9055-2
- Ogoreru Hakujin, Bungei Shunju 2005, ISBN 4-16-366980-9
- Kuroi Jujika, Fujiwara Shoten 2008, ISBN 978-4-89434-665-9
- Mino: A young scientist's life-long journey through outer and inner space, Daniel & Daniel 2019, ISBN 978-1-56474-614-6

### Artikel
- Ich lerne Deutsch. Die Zeit, Nr. 44/1967
- Kyoto: Residenz der Kaiser und Götter. In: Geo-Magazin. Hamburg 1979,3, S. 40–66.  Informativer Erlebnisbericht:  "Hisako Matsubara, Tochter eines hohen Shinto-Priesters in Kyoto, beschreibt ihre Vaterstadt und die Impulse, die von hier ausgingen und das Land veränderten". ISSN 0342-8311
- Die klugen Japaner. Spiegel-Essay der Autorin von 1983.
- Bei uns zu Hause wohnt man nicht in Papierhäusern. Die Zeit online-Beitrag der Autorin.

### Übersetzungen
- Die Geschichte vom Bambussammler und dem Mädchen Kaguya. Ebenhausen bei München 1968, siehe auch Taketori Monogatari